# Radovan Kaufman
Radovan Kaufman (9 de abril de 1978-16 de junio de 2003) fue un deportista eslovaco que compitió en ciclismo adaptado en la modalidad de pista. Ganó una medalla de oro en los Juegos Paralímpicos de Sídney 2000 en la prueba de 1 km contrarreloj (clase LC3 mixto).

## Palmarés internacional
| Juegos Paralímpicos | Juegos Paralímpicos | Juegos Paralímpicos | Juegos Paralímpicos         |
| Año                 | Lugar               | Medalla             | Prueba                      |
| ------------------- | ------------------- | ------------------- | --------------------------- |
| 2000                | Sídney (Australia)  | Medalla de oro      | 1 km contrarreloj LC3 mixto |